# グルタミン酸デヒドロゲナーゼ
グルタミン酸デヒドロゲナーゼ(glutamate dehydrogenase, GDH)は、多くの微生物および真核生物のミトコンドリアに存在する酵素である。尿素の合成に必須な酵素で、グルタミン酸とα-ケトグルタル酸の相互変換を行う。動物では酵素反応で発生したアンモニアは尿素回路に流れ着く。バクテリアではグルタミン酸とアミドトランスフェラーゼにより[アミノ酸]を経て同化される。植物では環境と圧力に依存してどちらの方向にもはたらく。トランスジェニック植物において発現するミトコンドリアGDHは除草剤、水不足、病原体感染に対する耐性が強化される。それらは栄養的価値が大きい。

グルタミン酸
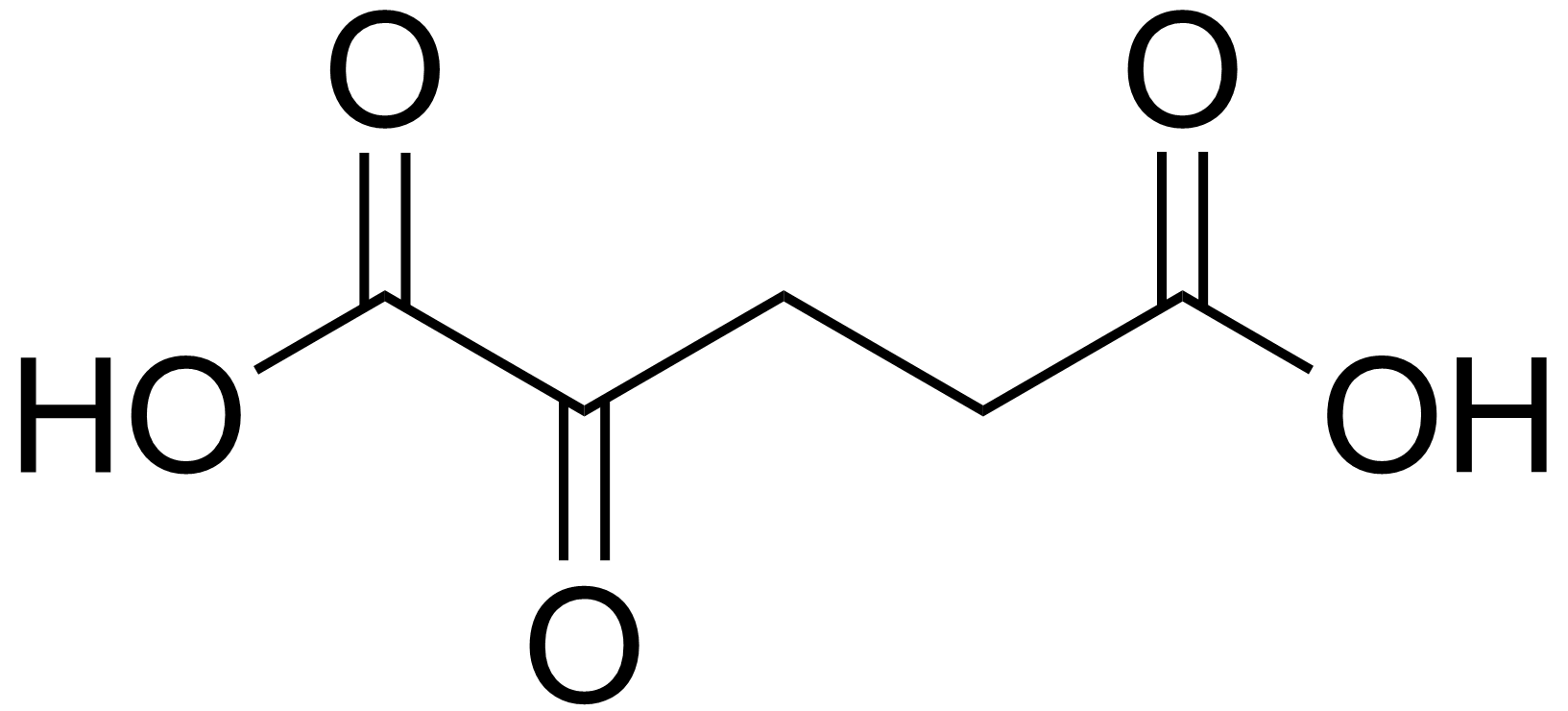
α-ケトグルタル酸

グルタミン酸デヒドロゲナーゼは異化と代謝経路との間を繋ぐ酵素であり、真核生物の至るところに存在する。

## 補因子
NAD+もしくはNADP+がこの酵素の補因子である。

## 窒素循環での役割
動物および微生物によるアンモニアの組み込みはグルタミン酸デヒドロゲナーゼとグルタミン酸シンターゼによって行われる。グルタミン酸は哺乳類と微生物の窒素循環において、窒素供与体、窒素受容体の両方の役割を果たす。

## グルタミン酸デヒドロゲナーゼの調節
ヒトでは、グルタミン酸デヒドロゲナーゼの活性はADP-リボシル化によりコントロールされ、共有結合修飾がサーチュイン遺伝子によって行われる。この調節はカロリー制限と低血糖に反応する緩やかなものである。これらの状況下ではグルタミン酸デヒドロゲナーゼの機能性は、クエン酸回路においてATPを合成するのに使われるα-ケトグルタル酸の量を増やすために高くなる。
微生物では、GDHのアロステリック部位に結合するアンモニウムイオンまたはその大きさに近いルビジウムイオンの濃度により調節され、酵素のKm値を変化させる。
ADP-リボシル化によるGDHの調節はインスリンを分泌するβ細胞にとって特に重要である。インスリンの分泌はADPの増加により促進される。サーチュイン遺伝子はインスリン分泌を調節し、血糖値とアミノ酸代謝を管理するのに必要な遺伝子である。

## 調節
アロステリック阻害物質
- アデノシン三リン酸
- グアノシン三リン酸

アロステリック活性物質
- アデノシン二リン酸
- グアノシン二リン酸